# صدف گرزی
صدف گرزی (نام علمی: Drillia) نام یک سرده از تیره صدف‌های گرزی است.